# Regim hotelier
Cazarea în regim hotelier reprezintă oferirea unor locuri de ședere turiștilor pentru o perioadă fixă de timp. Cazarea în regim hotelier se referă la cazarea turistului într-un imobil pe termene de timp diferite, încăpând de la o zi iar perioada maximă de cazare fiind diferit în funcție de preferințele fiecărui proprietar sau agenție imobiliară. De regulă, imobilul oferit spre cazare în regim hotelier prezintă facilitățile necesare vieții cotidiene: mobilier, bucătărie utilată, TV, telefon, etc . Sunt preferate locațiile apropiate de zonele centrale ale orașelor sau de alte zone de interes precum: gări, aeroporturi, instituții publice, instituții private, obiective turistice majore etc.

## Tipuri de cazare în regim hotelier
Pe plan internațional se disting două categorii de apartamente disponibile pentru închiriere în regim hotelier. Astfel putem vorbi despre “aparthotels”, clădiri întregi de apartamente oferite spre închiriere cu o recepție disponibilă 24 de ore pe zi și de “corporate housing” cazări în regim hotelier oferite de companii specializate în acest domeniu. În “hotelurile de apartamente” sunt disponibile de la garsoniere la apartamente cu 2 sau mai multe camere, utilate cu o chicinetă sau bucătărie proprie.

## Cele mai comune tipuri de cazare în regim hotelier
Există o varietate de tipuri de cazare în regim hotelier, fiecare având caracteristici distinctive și oferind diverse servicii pentru a satisface nevoile diferitelor categorii de călători. Iată câteva dintre cele mai comune tipuri de cazare în regim hotelier, împreună cu câteva date tehnice relevante:
1. Hoteluri: Hotelurile sunt unități de cazare cu multiple camere disponibile pentru închiriere pe baza zilei sau a nopții. Acestea pot varia de la hoteluri de buget la hoteluri de lux cu facilități extinse, cum ar fi restaurante, piscine, săli de conferințe și servicii de concierge. Capacitatea de cazare a unui hotel poate varia de la câteva zeci de camere la sute sau chiar mii.
2. Moteluri: Motelurile sunt similare hotelurilor, dar sunt mai mici și adesea se găsesc pe marginea drumurilor principale, fiind concepute pentru a oferi cazare temporară călătorilor. Acestea pot avea facilități limitate în comparație cu hotelurile și sunt adesea utilizate de călătorii care călătoresc cu mașina. Capacitatea de cazare a unui motel poate varia de la câteva camere la câteva zeci.
3. Pensiuni și Case de Oaspeți: Aceste unități de cazare sunt de obicei gestionate de proprietari individuali și oferă camere de închiriat într-o atmosferă mai intimă și personalizată. Pensiunile pot varia în mărime, de la câteva camere până la mai multe zeci, și pot include facilități precum micul dejun inclus în preț și acces la spații comune, cum ar fi livingul sau grădina.
4. Hosteluri: Hostelurile sunt adesea preferate de călătorii cu buget redus sau de tineri călători care caută o atmosferă socială și interactivă. Acestea oferă de obicei dormitoare comune cu paturi supraetajate (cunoscut sub numele de dormitoare cu paturi superioare) și camere private sau familiale. Facilitățile comune pot include bucătării, săli de mese și spații de relaxare.
5. Cazări Boutique: Cazări boutique sunt unități de cazare mici, de obicei cu caracteristici distinctive și unice, care oferă o experiență mai personalizată și exclusivistă. Acestea pot fi amplasate în clădiri istorice renovate, oferind camere decorate cu atenție și facilități de înaltă calitate. Capacitatea cazării boutique poate fi variabilă, de la câteva camere până la aproximativ 50 de camere.
6. Resorturi: Resorturile sunt destinații turistice complete, care oferă cazare, facilități de agrement și distracție, cum ar fi plaje private, piscine, terenuri de golf, spa-uri și restaurante. Acestea pot fi amplasate în zone exotice sau pitorești și pot oferi o gamă largă de activități pentru oaspeți. Capacitatea unui resort poate varia semnificativ, de la câteva sute la mii de camere.